# Liste des classes de cuirassés
Dans cette liste des classes de cuirassés, les caractéristiques des navires sont celles de lancement (année, déplacement...). Les navires non terminés (en tant que cuirassé) ne figurent pas dans cette liste.

## Cuirassé à Coque en fer
| Année | Classe                | Pays                                                       | Déplacement (tonnes) | Calibre max. (mm) | Blindage (mm) | Vitesse (nœuds | Navires |
| ----- | --------------------- | ---------------------------------------------------------- | -------------------- | ----------------- | ------------- | -------------- | --- |
| 1859  | Gloire                | France                                                     | 5630                 | 163               | 120           | 13,0           | - La Gloire (1859) - Normandie (1860) - L’Invincible (1861) |
| 1860  | Warrior               | Royaume-Uni de Grande-Bretagne et d'Irlande                | 9140                 | 203               | 114           | 14,0           | - HMS Warrior (1860) - HMS Black Prince (1861) |
| 1861  | Magenta               | France                                                     | 7130                 | 240               | 120           | 12,0           | - Magenta (1861) - Solférino (1861) |
| 1861  | Lealtad               | Espagne                                                    | 3200                 | 220               |               | 11,0           | - Lealtad (1861) - Triunfo (1862) - Méndez Núñez (1862) |
| 1861  | Terribilé             | Royaume d'Italie                                           | 2680                 | 164               | 109           | 10,0           | - Terribilé (1861) - Formidabile (1861) |
| 1861  | Defence               | Royaume-Uni de Grande-Bretagne et d'Irlande                | 6150                 | 203               | 114           | 10,8           | - HMS Defence (1861) - HMS Resistance (1861) |
| 1862  | Hector                | Royaume-Uni de Grande-Bretagne et d'Irlande                | 6710                 | 203               | 114           | 12,6           | - HMS Hector (1862) - HMS Valiant (1863) |
| 1862  | Prince Consort        | Royaume-Uni de Grande-Bretagne et d'Irlande                | 6832                 | 177               | 114           | 12,5           | - HMS Prince Consort (1862) - HMS Caledonia (1862) - HMS Ocean (1862) - HMS Achilles (1863)                                                                                           |
| 1863  | Provence              | France                                                     | 6120                 | 240               | 150           | 13             | - Provence (1863) - Savoie (1863) - Héroïne (1863) - Flandre (1864) - Surveillante (1864) - Valeureuse (1864) - Magnanime (1864) - Gauloise (1865) - Guyenne (1865) - Revanche (1865) |
| 1863  | Minotaur              | Royaume-Uni de Grande-Bretagne et d'Irlande                | 10690                | 228               | 140           | 14,3           | - HMS Minotaur (1863) - HMS Agincourt (1865) - HMS Northumberland (1866) |
| 1863  | Ré d'Italia           | Royaume d'Italie                                           | 5610                 | 164               | 114           | 10,5           | - Ré d'Italia (1863) - Re di Portogallo (1863) |
| 1863  | Principe di Carignano | Royaume d'Italie                                           | 3440                 | 164               | 114           | 10,0           | - Principe di Carignano (1863) - Messina (1864) - Conte Verde (1867) |
| 1863  | Régina Maria Pia      | Royaume d'Italie                                           | 4200                 | 164               | 109           | 13,0           | - Régina Maria Pia (1863) - San Martino (1863) - Castelfidardo (1863) - Ancona (1864)                                                                                                 |
| 1864  | Lord Clyde            | Royaume-Uni de Grande-Bretagne et d'Irlande                | 7750                 | 228               | 140           | 13,5           | - HMS Lord Clyde (1864) - HMS Lord Warden (1865) |
| 1865  | Roma                  | Royaume d'Italie                                           |                      |                   |               |                | - Roma (1865) - Venezia (1869) |
| 1868  | Océan                 | France                                                     | 6110                 | 270               | 220           | 13,2           | - Océan (1868) - Marengo (1869) - Suffren (1870) Dérivé: - Richelieu (1873) |
| 1868  | Assari Shevket        | Empire ottoman                                             | 4687                 | 150               |               | 13,0           | - Assari Shevket (1868) - Nijimi Shevket (1868) |
| 1869  | Audacious             | Royaume-Uni de Grande-Bretagne et d'Irlande                | 6100                 | 228               | 203           | 13,5           | - HMS Audacious (1869) - HMS Invincible (1869) - HMS Iron Duke (1870) - HMS Vanguard (1870)                                                                                           |
| 1870  | Swiftsure             | Royaume-Uni de Grande-Bretagne et d'Irlande                | 6910                 | 228               | 203           | 13,8           | - HMS Swiftsure (1870) - HMS Triumph (1870) |
| 1871  | Principe Amadeo       | Royaume d'Italie                                           | 2000                 | 200               | 114           |                | - Palestro (1871) - Principe Amadeo (1872) - Varese (1872) |
| 1871  | Devastation           | Royaume-Uni de Grande-Bretagne et d'Irlande                | 9180                 | 254               | 305           | 14,0           | - HMS Devastation (1871) - HMS Thunderer (1872) |
| 1874  | Superb                | Empire ottoman Royaume-Uni de Grande-Bretagne et d'Irlande | 9120                 | 240               | 180           | 13,2           | - Messudieh (1874) - HMS Superb (1875) |
| 1875  | Colbert               | France                                                     | 8600                 | 275               | 203           | 14             | - Colbert (1875) - Trident (1876) |
| 1875  | Tonnerre              | France                                                     | 5925                 | 275               |               | 13,7           | - Tonnerre (1875) - Fulminant (1877) - Furieux (1883) |
| 1876  | Duilio                | Royaume d'Italie                                           | 12270                | 450               | 550           | 15,0           | - Duilio (1876) - Dandolo (1878) |
| 1879  | Ajax                  | Royaume-Uni de Grande-Bretagne et d'Irlande                | 8510                 | 320               | 340           | 13,0           | - HMS Agamemnon (1879) - HMS Ajax (1880) |
| 1879  | Dévastation           | France                                                     | 10500                | 340               | 380           | 15,5           | - Devastation (1879) - Courbet (1882) |
| 1880  | Italia                | Royaume d'Italie                                           |                      |                   |               |                | - Italia (1880) - Lépanto (1883) |
| 1881  | Conqueror             | Royaume-Uni de Grande-Bretagne et d'Irlande                | 6200                 | 305               | 305           | 14,0           | - HMS Conqueror (1881) - HMS Hero (1885) |
| 1881  | Terrible              | France                                                     | 7700                 | 274               |               | 15             | - Terrible (1881) - Indomptable (1883) - Requin (1885) - Caiman (1885) |
| 1882  | Ting Yuen             | Empire de Chine                                            | 7670                 | 305               | 355           | 15,4           | - Ting Yuen (1882) - Chen Yuan (1882) |

## Pré-Dreadnought
| Année | Classe                 | Pays                                        | Déplacement (tonnes) | Calibre max. (mm) | Blindage (mm) | Vitesse (nœuds | Navires |
| ----- | ---------------------- | ------------------------------------------- | -------------------- | ----------------- | ------------- | -------------- | --- |
| 1882  | Colossus               | Royaume-Uni de Grande-Bretagne et d'Irlande | 9420                 | 305               | 356           | 16,5           | - HMS Colossus (1882) - HMS Edinburgh (1882) |
| 1882  | Admiral                | Royaume-Uni de Grande-Bretagne et d'Irlande | 10600                | 305               | 457           | 16,9           | - HMS Collingwood (1882) - HMS Rodney (1884) - HMS Howe (1885) - HMS Camperdown (1885) - HMS Anson (1886) - HMS Benbow (1885)                                                                               |
| 1883  | Amiral Baudin          | France                                      | 12150                | 370               | 450           | 16,0           | - Amiral Baudin (1883) - Formidable (1885) |
| 1884  | Ruggiero di Lauria     | Royaume d'Italie                            | 9890                 |                   | 432           | 16,0           | - Ruggiero di Lauria (1884) - Francesco Morosini (1885) - Andrea Doria (1885) |
| 1886  | Ekaterina II           | Empire russe                                | 11400                | 305               | 406           | 15,0           | - Ekaterina II (1886) - Tchesma (1886) - Sinop (1887) - Georgii Pobiedonosets (1892) |
| 1887  | Marceau                | France                                      | 10560                | 340               | 460           | 16,0           | - Marceau (1887) - Neptune (1887) - Magenta (1890) |
| 1887  | Imperator Aleksandr II | Empire russe                                | 9500                 | 305               | 360           | 15,3           | - Imperator Aleksandr II (1887) - Imperator Nikolai I (1889) |
| 1887  | Victoria               | Royaume-Uni de Grande-Bretagne et d'Irlande | 11020                | 413               | 457           | 16,8           | - HMS Victoria (1887) - HMS Sans Pareil (1887) |
| 1888  | Ré Umberto             | Royaume d'Italie                            | 9890                 | 432               |               | 16,0           | - Ré Umberto (1888) - Sardegna (1890) - Sicilia (1891) |
| 1888  | Trafalgar              | Royaume-Uni de Grande-Bretagne et d'Irlande | 12590                | 343               | 508           | 17,2           | - HMS Trafalgar (1888) - HMS Nile (1888) |
| 1891  | Royal Sovereign        | Royaume-Uni de Grande-Bretagne et d'Irlande | 14190                | 343               | 457           | 17,5           | - HMS Royal Sovereign (1891) - HMS Empress of India (1891) - HMS Repulse (1892) - HMS Ramillies (1892) - HMS Resolution (1892) - HMS Revenge (1892) - HMS Royal Oak (1892) - HMS Hood (1891)                |
| 1891  | Brandenburg            | Empire allemand                             | 10500                | 280               | 406           | 17,0           | - SMS Brandenburg (1891) - SMS Kurfurst Friedrich Wilhelm (1891) - SMS Weissenburg (1891) - SMS Worth (1892)                                                                                                |
| 1892  | Centurion              | Royaume-Uni de Grande-Bretagne et d'Irlande | 10500                | 254               | 305           | 10,0           | - HMS Centurion (1892) - HMS Barfleur (1892) |
| 1892  | Bouvines               | France                                      | 6610                 | 305               |               | 16,05          | - Bouvines (1892) - Amiral Tréhouart (1893) |
| 1892  | Valmy                  | France                                      | 6590                 | 340               | 460           | 16,7           | - Valmy (1892) - Jemmapes (1892) |
| 1893  | Indiana                | États-Unis                                  | 10290                | 330               | 457           | 15,0           | - USS Indiana (1893) - USS Massachusetts (1893) - USS Oregon(1893) |
| 1894  | Petropavlovsk          | Empire russe                                | 11350                | 305               | 305           | 16,8           | - Petropavlovsk (1894) - Poltava (1894) - Sevastopol (1895) |
| 1894  | Majestic               | Royaume-Uni de Grande-Bretagne et d'Irlande | 14900                | 305               | 230           | 18,7           | - HMS Magnificent (1894) - HMS Majestic (1895) - HMS Prince George (1895) - HMS Victorious (1895) - HMS Jupiter (1895) - HMS Mars (1896) - HMS Hannibal (1896) - HMS Caesar (1896) - HMS Illustrious (1896) |
| 1895  | Charlemagne            | France                                      | 11300                | 305               | 400           | 18,0           | - Charlemagne (1895) - Gaulois (1896) - Saint-Louis (1896) |
| 1895  | Monarch                | Autriche-Hongrie                            | 9180                 | 238               | 270           | 17,5           | - Monarch (1895) - Wien (1895) - Budapest (1896) |
| 1896  | Kaiser Friedrich III   | Empire allemand                             | 11600                | 240               | 305           | 17,0           | - SMS Kaiser Friedrich III (1896) - SMS Kaiser Wilhelm II (1897) - SMS Kaiser Wilhelm der Grosse (1899) - SMS Kaiser Karl der Grosse (1899) - SMS Kaiser Barbarossa (1900)                                  |
| 1896  | Fuji                   | Japon                                       | 12530                | 305               | 457           | 18,3           | - Fuji (1896) - Yashima (1896) |
| 1897  | Canopus                | Royaume-Uni de Grande-Bretagne et d'Irlande | 13150                | 305               |               | 18,0           | - HMS Canopus (1897) - HMS Goliath (1898) - HMS Albion (1898) - HMS Ocean (1898) - HMS Glory (1899) - HMS Vengeance (1899)                                                                                  |
| 1898  | Kearsarge              | États-Unis                                  | 11540                | 330               |               | 16,0           | - USS Kearsarge (1898) - USS Kentucky (1898) |
| 1898  | Shikishima             | Japon                                       | 15450                | 305               | 229           | 18,0           | - Shikishima (1898) - Hatsuse (1899) |
| 1898  | Peresviet              | Empire russe                                | 12680                | 254               | 228           | 18,0           | - Peresviet (1898) - Oslyabya (1898) - Pobieda (1900) |
| 1898  | Iéna                   | France                                      | 12750                | 305               | 305           | 18,0           | - Iéna (1898) - Suffren (1899) |
| 1898  | Formidable             | Royaume-Uni de Grande-Bretagne et d'Irlande | 15000                | 305               | 360           | 18,0           | - HMS Formidable (1898) - HMS Irresistible (1898) - HMS Implacable (1899) - HMS London (1899) - HMS Bulwark (1899) - HMS Venerable (1899) - HMS Queen (1902) - HMS Prince of Wales (1902)                   |
| 1898  | Illinois               | États-Unis                                  | 11570                | 330               | 419           | 17,0           | - USS Illinois (1898) - USS Alabama (1898) - USS Wisconsin (1898) |
| 1899  | Herluf                 | Danemark                                    | 12567                | 279               | 228           | 18,0           | - KDM Herluf Trolle (1899) - KDM Olfert Fischer (1903) - KDM Peder Skram (1908) |
| 1900  | Wittelsbach            | Empire allemand                             | 12800                | 234               | 228           | 17,0           | - SMS Wittelsbach (1900) - SMS Wettin (1901) - SMS Zahringen (1901) - SMS Schwaben (1901) - SMS Mecklenburg (1901)                                                                                          |
| 1900  | Habsburg               | Autriche-Hongrie                            | 13300                | 240               | 200           | 19,0           | - Habsburg (1900) - Arpad (1901) - Babenburg (1902) |
| 1901  | Borodino               | Empire russe                                | 13520                | 305               | 229           | 18,0           | - Borodino (1901) (en) - Imperator Aleksandr III (1901) - Orel (1902) - Kniaz Suvarov (1902) - Slava (1903)                                                                                                 |
| 1901  | Duncan                 | Royaume-Uni de Grande-Bretagne et d'Irlande | 14000                | 305               | 178           | 19,0           | - HMS Duncan (1901) - HMS Russell (1901) - HMS Albemarle (1901) - HMS Montagu (1901) - HMS Cornwallis (1901) - HMS Exmouth (1901)                                                                           |
| 1901  | Maine                  | États-Unis                                  | 12500                | 305               |               | 18,0           | - USS Maine (1901) - USS Missouri (1901) - USS Ohio (1901) |
| 1901  | Regina Margherita      | Royaume d'Italie                            | 14570                | 305               | 150           | 20,0           | - Regina Margherita (1901) - Benedetto Brin (1901) |
| 1902  | Braunschweig           | Empire allemand                             | 14170                | 280               | 228           | 19,0           | - SMS Braunschweig (1902) - SMS Elsass (1903) - SMS Hessen (1903) - SMS Preussen (1903) - SMS Lothringen (1904)                                                                                             |
| 1902  | République             | France                                      | 14600                | 305               | 280           | 19,0           | - République (1902) - Patrie (1903) |
| 1903  | King Edward VII        | Royaume-Uni de Grande-Bretagne et d'Irlande | 17500                | 305               | 230           | 16,8           | - HMS King Edward VII - HMS Commonwealth - HMS Dominion (1903) - HMS Hindustan (1903) - HMS New Zealand (1904) - HMS Britannia (1904) - HMS Africa (1905) - HMS Hibernia (1905)                             |
| 1903  | Erzherzog Karl         | Autriche-Hongrie                            | 12500                | 240               | 200           | 20,5           | - Erzherzog Karl (1903) - Erzherzog Friedrich (1904) - Erzherzog Ferdinand Max (1905) |
| 1903  | Swiftsure              | Royaume-Uni de Grande-Bretagne et d'Irlande | 11800                | 254               | 178           | 20,0           | - HMS Swiftsure (1903) - HMS Triumph (1903) |
| 1904  | Liberté                | France                                      | 14900                | 305               | 280           | 19,4           | - Démocratie (1904) - Justice (1904) - Liberté (1905) - Vérité (1907) |
| 1904  | Connecticut            | États-Unis                                  | 16000                | 305               |               | 18,0           | - USS Connecticut (1904) - USS Louisiana (1904) - USS New Hampshire (1904) - USS Vermont (1905) - USS Kansas (1905) - USS Minnesota (1905)                                                                  |
| 1904  | Regina Elena           | Royaume d'Italie                            | 14050                | 305               | 250           | 22,0           | - Vittorio Emanuele III (1904) - Regina Elena (1904) - Napoli (1905) - Roma (1909) |
| 1904  | Virginia               | États-Unis                                  | 14980                | 305               | 279           | 19,0           | - USS Virginia (1904) - USS Nebraska (1904) - USS Georgia (1904) - USS New Jersey (1904) - USS Rhode Island (1904)                                                                                          |
| 1904  | Deutschland            | Empire allemand                             | 14220                | 280               | 230           | 19,1           | - SMS Deutschland (1904) - SMS Hannover (1905) - SMS Pommern (1905) - SMS Schlesien (1906) - SMS Schleswig-Holstein (1906)                                                                                  |
| 1904  | Mississippi            | États-Unis                                  | 13000                | 305               | 228           | 17,0           | - USS Mississippi (1904) - USS Idaho (1905) |
| 1905  | Katori                 | Japon                                       | 16400                | 305               | 229           | 18,5           | - Katori (1905) - Kashima (1905) |
| 1906  | Evstafi                | Empire russe                                | 12810                | 305               | 203           | 16,0           | - Evstafi (1906) - Ioann Zlatoust (1906) |
| 1906  | Lord Nelson            | Royaume-Uni de Grande-Bretagne et d'Irlande | 17820                | 305               | 305           | 18,0           | - HMS Lord Nelson (1906) - HMS Agamemnon (1906) |
| 1906  | Andrei Pervosvanni     | Empire russe                                | 18590                | 305               | 216           | 18,5           | - Andrei Pervosvanni (1906) - Imperator Pavel (1907) |
| 1906  | Satsuma                | Japon                                       | 19700                | 305               | 228           | 18,3           | - Satsuma (1906) - Aki (1907) |
| 1908  | Radetzky               | Autriche-Hongrie                            | 14840                | 305               | 230           | 20,5           | - Erzherzog Franz Ferdinand (1908) - Radetzky (1909) - Zrinyi (1910) |
| 1909  | Danton                 | France                                      | 19760                | 305               | 255           | 19,0           | - Danton (1909) - Voltaire (1909) - Diderot (1909) - Condorcet (1909) - Mirabeau (1909) - Vergniaud (1910)                                                                                                  |

## Dreadnought
| Année | Classe               | Pays                                        | Déplacement (tonnes) | Calibre max. (mm) | Blindage (mm) | Vitesse (nœuds | Navires |
| ----- | -------------------- | ------------------------------------------- | -------------------- | ----------------- | ------------- | -------------- | --- |
| 1907  | Bellerophon          | Royaume-Uni de Grande-Bretagne et d'Irlande | 22100                | 305               | 254           | 21,5           | - HMS Bellerophon (1907) - HMS Superb (1907) - HMS Téméraire (1907)                                                                     |
| 1908  | Nassau               | Empire allemand                             | 21000                | 280               | 300           | 19,0           | - SMS Nassau (1908) - SMS Westfalen (1908) - SMS Rheinland (1908) - SMS Posen (1908)                                                    |
| 1908  | South Carolina       | États-Unis                                  | 16000                | 305               | 280           | 18,8           | - USS South Carolina (1908) - USS Michigan (1908)                                                                                       |
| 1908  | St Vincent           | Royaume-Uni de Grande-Bretagne et d'Irlande | 23030                | 305               | 250           | 21,0           | - HMS St Vincent (1908) - HMS Collingwood (1908) - HMS Vanguard (1909)                                                                  |
| 1908  | Delaware             | États-Unis                                  | 22400                | 305               | 280           | 21,0           | - USS North Dakota (1908) - USS Delaware (1909)                                                                                         |
| 1909  | Florida              | États-Unis                                  | 21830                | 305               |               | 20,8           | - USS Utah (1909) - USS Florida (1910)                                                                                                  |
| 1909  | Minas Gerais         | Brésil                                      | 21200                | 305               | 228           | 21,0           | - Minas Gerais (1909) - São Paulo (1909)                                                                                                |
| 1909  | Helgoland            | Empire allemand                             | 24700                | 305               | 300           | 20,5           | - SMS Helgoland (1909) - SMS Ostfriesland (1909) - SMS Oldenburg (1910) - SMS Thuringen (1911)                                          |
| 1910  | Colossus             | Royaume-Uni de Grande-Bretagne et d'Irlande | 22700                | 305               | 280           | 21,0           | - HMS Colossus (1910) - HMS Hercules (1910)                                                                                             |
| 1910  | Kawachi              | Japon                                       | 20800                | 305               | 300           | 18,5           | - Kawachi (1910) - Settsu (1911) |
| 1910  | Orion                | Royaume-Uni de Grande-Bretagne et d'Irlande | 25870                | 343               | 300           | 21,0           | - HMS Orion (1910) - HMS Monarch (1911) - HMS Conqueror (1911) - HMS Thunderer (1911)                                                   |
| 1911  | Wyoming              | États-Unis                                  | 27240                | 305               |               | 20,1           | - USS Wyoming (1911) - USS Arkansas (1911)                                                                                              |
| 1911  | Courbet              | France                                      | 25850                | 305               | 270           | 21,0           | - Jean Bart (1911) - Courbet (1911) - Paris (1912) - France (1912)                                                                      |
| 1911  | Cavour               | Royaume d'Italie                            | 23100                | 305               | 280           | 21,5           | - Conte di Cavour (1911) - Giulio Cesare (1911) - Leonardo da Vinci (1911)                                                              |
| 1911  | Kaiser               | Empire allemand                             | 27000                | 305               | 350           | 21,0           | - SMS Kaiser (1911) - SMS Friedrich der Grosse (1911) - SMS Kaiserin (1911) - SMS Konig Albert (1912) - SMS Prinzregent Luitpold (1912) |
| 1911  | Tegetthoff           | Autriche-Hongrie                            | 21600                | 305               | 280           | 20,0           | - Viribus Unitis (1911) - Tegetthoff (1912) - Prinz Eugen (1912) - Szent István (1914)                                                  |
| 1911  | Gangut               | Empire russe                                | 28000                | 305               | 254           | 23,0           | - Gangut (1911) - Sevastopol (1911) - Poltava (1911) - Petropavlovsk (1911)                                                             |
| 1911  | King Georges V       | Royaume-Uni de Grande-Bretagne et d'Irlande | 23400                | 343               | 305           | 21,0           | - HMS King George V (1911) - HMS Centurion (1911) - HMS Audacious (1912) - HMS Ajax (1912)                                              |
| 1912  | New York             | États-Unis                                  | 28370                | 356               | 305           | 21,0           | - USS New York (1912) - USS Texas (1912)                                                                                                |
| 1912  | Iron Duke            | Royaume-Uni de Grande-Bretagne et d'Irlande | 29500                | 343               | 305           | 21,3           | - HMS Iron Duke (1912) - HMS Marlborough (1912) - HMS Benbow (1913) - HMS Emperor of India (1913)                                       |
| 1912  | España               | Espagne                                     | 16400                | 305               |               | 19,5           | - España (1912) - Alfonso XIII (1913) - Jaime I (1914)                                                                                  |
| 1913  | König                | Empire allemand                             | 28600                | 305               | 350           | 21,2           | - SMS König (1913) - SMS Grosser Kurfürst (1913) - SMS Markgraf (1913) - SMS Kronprinz Wilhem (1914)                                    |
| 1913  | Bretagne             | France                                      | 25000                | 340               | 260           | 21,5           | - Bretagne (1913) - Provence (1913) - Lorraine (1913)                                                                                   |
| 1913  | Derfflinger          | Empire allemand                             | 30700                | 305               | 300           | 26,5           | - SMS Derfflinger (1913) - SMS Lützow (1913) - SMS Hindenburg (1913)                                                                    |
| 1913  | Imperatritsa Mariia  | Empire russe                                | 24000                | 305               | 228           | 21,0           | - Imperatritsa Mariia (1913) - Imperator Aleksandr III (1914) - Imperator Nikolai I (1916)                                              |
| 1913  | Queen Elizabeth      | Royaume-Uni de Grande-Bretagne et d'Irlande | 33000                | 381               | 280           | 24,0           | - HMS Queen Elizabeth (1913) - HMS Warspite (1913) - HMS Barham (1914) - HMS Valiant (1914) - HMS Malaya (1915)                         |
| 1913  | Andrea Doria         | Royaume d'Italie                            | 24730                | 305               | 250           | 21,0           | - Andrea Doria (1913) - Caio Duilio (1913)                                                                                              |
| 1914  | Nevada               | États-Unis                                  | 27500                | 356               | 343           | 20,5           | - USS Nevada (1914) - USS Oklahoma (1914)                                                                                               |
| 1914  | Fuso                 | Japon                                       | 39150                | 356               |               | 25,0           | - Fuso (1914) - Yamashiro (1915) |
| 1914  | Normandie            | France                                      | 25230                | 340               | 300           | 21,5           | - Normandie (1914) - Gascogne (1914) - Flandre (1914) - Languedoc (1916) - Béarn (1920)                                                 |
| 1914  | Revenge              | Royaume-Uni de Grande-Bretagne et d'Irlande | 31000                | 381               |               | 21,0           | - HMS Royal Oak (1914) - HMS Royal Sovereign (1915) - HMS Revenge (1915) - HMS Resolution (1915) - HMS Ramillies (1916)                 |
| 1915  | Pennsylvania         | États-Unis                                  | 31400                | 356               | 343           | 21,0           | - USS Pennsylvania (1915) - USS Arizona (1915)                                                                                          |
| 1915  | Bayern               | Empire allemand                             | 32200                | 380               | 350           | 22,0           | - SMS Bayern (1915) - SMS Baden (1915) - SMS Sachsen (1916) - SMS Sachsen (1917)                                                        |
| 1915  | Rivadavia            | Argentine                                   | 27940                | 305               | 280           | 23,0           | - ARA Rivadavia (1915) - ARA Moreno (1915)                                                                                              |
| 1916  | Ise                  | Japon                                       | 40170                | 356               | 300           | 25,3           | - Ise (1916) - Hyuga (1917) |
| 1917  | New Mexico           | États-Unis                                  | 32000                | 356               |               | 21,0           | - USS New Mexico (1917) - USS Mississippi (1917) - USS Idaho (1917)                                                                     |
| 1919  | Nagato               | Japon                                       | 42850                | 406               |               | 27,0           | - Nagato (1919) - Mutsu (1920) |
| 1919  | Tennessee            | États-Unis                                  | 32300                | 356               |               | 21,0           | - USS Tennessee (1919) - USS California (1919)                                                                                          |
| 1920  | Colorado             | États-Unis                                  | 33690                | 406               | 356           | 21,0           | - USS Maryland (1920) - USS Colorado (1921) - USS Washington (1921) - USS West Virginia (1921)                                          |
| 1925  | Classe Nelson        | Royaume-Uni de Grande-Bretagne et d'Irlande | 38000                | 406               | 330           | 23,0           | - HMS Nelson - HMS Rodney |
| 1937  | Littorio             | Royaume d'Italie                            | 45700                | 381               | 350           | 31,0           | - Vittorio Veneto (1937) - Littorio (1937) - Roma (1940)                                                                                |
| 1939  | Richelieu            | France                                      | 48950                | 380               | 343           | 32,6           | - Richelieu (1939) - Jean Bart (1940)                                                                                                   |
| 1939  | Bismarck             | Reich allemand                              | 50900                | 380               | 320           | 30,8           | - Bismarck (1939) - Tirpitz (1939) |
| 1939  | classe King George V | Royaume-Uni                                 | 42200                | 356               | 374           | 28,0           | - HMS King George V - HMS Prince of Wales - HMS Duke of York - HMS Anson (79) - HMS Howe (32)                                           |
| 1940  | Yamato               | Japon                                       | 72800                | 457               | 409           | 27,0           | - Yamato (1940) - Musashi (1940) |
| 1940  | North Carolina       | États-Unis                                  | 44800                | 406               | 305           | 27,0           | - USS North Carolina (1940) - USS Washington (1940)                                                                                     |
| 1941  | South Dakota         | États-Unis                                  | 35000                | 406               |               | 27,0           | - USS South Dakota (1941) - USS Indiana (1941) - USS Massachusetts (1941) - USS Alabama (1942)                                          |
| 1942  | Iowa                 | États-Unis                                  | 58000                | 406               | 310           | 33,0           | - USS Iowa (1942) - USS New Jersey (1942) - USS Wisconsin (1943) - USS Missouri (1944)                                                  |

## Sources
- (en) Cet article est partiellement ou en totalité issu de l’article de Wikipédia en anglais intitulé « List of battleship classes » (voir la liste des auteurs).
- Battleships-Cruisers.co.uk Site d'histoire navale